# Mathilde Haan
Mathilde Haan (Roermond 18 mei 1886- Horst 25 juli 1974) was het eerste vrouwelijke Nederlandse raadslid in Nederland. Haan was naast raadslid apotheker.
Haan trouwde in 1923 met Hendrik Lodewijk, een studiegenoot.

## Kiesrecht
Vanaf 1917 bestaat er in Nederland passief kiesrecht. Vrouwen mochten zich vanaf dat moment verkiesbaar stellen. Haan werd in 1919 gekozen als eerste Nederlandse raadslid voor de gemeente Roermond. Ze kwam op de lijst van de lokale Katholieke Kiesvereniging waar ze op positie vijf stond.
Tijdens haar ambtstermijn zette ze zich in voor vrouwenemancipatie. Ze streefde naar de aanleg van een huishoud- en Industrieschool waardoor meisjes uit de lagere klassen zich konden ontplooien. Daarnaast regelde ze dat sportvelden ook voor meisjes werd opengesteld.
Na haar periode als raadslid richtte Haan zich op haar werk als apotheker en leerde daarnaast voor opticien. In 1924 studeerde ze af.

## Speld
De Mathilde Haan speld, ontworpen door Rini Ronckers wordt jaarlijks op internationale  vrouwendag uitgereikt aan een vrouw uit Roermond die zich voor de samenleving van Roermond heeft ingezet.